# Heineken Cup 2005-2006
Heineken Cup 2005-06 (in inglese 2005-06 Heineken Cup; in francese H Cup 2005-06) fu l'11ª edizione della massima competizione europea per club di rugby a 15.
Si tenne dal 21 ottobre 2005 al 20 maggio 2006 tra 24 squadre provenienti da Francia, Inghilterra, Galles, Irlanda, Italia e Scozia nel consolidato formato di sei gironi da quattro squadre ciascuno con passaggio ai quarti della vincitrice di ogni girone più le due migliori seconde.
Con l'edizione in corso fu introdotta una novità regolamentare: per stabilire il 24° club da qualificare alla competizione fu istituito il cosiddetto «spareggio italo-celtico», da disputarsi tra la prima non qualificata proveniente dalla Celtic League e l'analoga proveniente dal campionato italiano; il primo spareggio vide confrontarsi Viadana e Cardiff Blues in gara unica in Italia, vinta 38-9 dai gallesi.
A titolo statistico, tale edizione del torneo segnò anche il debutto di un direttore di gara italiano, Carlo Damasco, che il 14 gennaio 2006 diresse il suo primo incontro di Heineken Cup (anche se già dal 2002 arbitrava in Challenge Cup, la competizione cadetta) tra Ospreys e Clermont a Swansea.
La finale, tenutasi al Millennium Stadium di Cardiff, vide per la terza volta in finale Munster ed, esordiente assoluta, la francese Biarritz: a imporsi, e a vincere il suo primo titolo della competizione, fu la franchigia irlandese per 23-19.
Il valore delle marcature, come stabilito dall’IRFB nel 1992, era: 5 punti per ciascuna meta (7 se trasformata), 3 punti per la realizzazione di ciascun calcio piazzato, idem per il drop.

## Formula
Le squadre furono ripartite in sei gironi da quattro squadre ciascuno.
Ai quarti di finale accedettero la prima classificata di ciascuno dei sei gironi più le due seconde migliori classificate per punteggio e differenza punti marcati.
Il punteggio ai fini della classifica fu quello a bonus dell'Emisfero Sud, che per ogni partita prevede:
- 4 punti per la vittoria
- 2 punti ciascuno per il pareggio
- 0 punti per la sconfitta
- 1 punto aggiuntivo per la o le squadre che realizzino almeno 4 mete
- 1 eventuale punto per la squadra sconfitta con sette o meno punti di scarto.

Le squadre prime classificate, in ordine decrescente di punteggio in classifica e, a parità di esso, di differenza punti marcati/subiti, occuparono i posti del seeding da 1 a 6; le seconde classificate, ordinate secondo lo stesso criterio, i posti 7 e 8.
I quarti di finale videro le squadre con il ranking da 1 a 4 affrontare in gara unica sul proprio campo quelle con seeding rispettivamente da 8 a 5 secondo il seguente ordine:
1. seeding 1 – seeding 8
2. seeding 2 – seeding 7
3. seeding 3 – seeding 6
4. seeding 4 – seeding 5

Le due semifinali furono determinate per sorteggio in gara unica, in sede da stabilire a cura di ERC.
La finale si tenne in gara unica al Millennium Stadium di Cardiff.

## Spareggio italo-celtico
Il primo spareggio italo-celtico si tenne a Brescia tra Viadana e Cardiff Blues; i gallesi si imposero nettamente 38-9.
| Arbitro: | Dave Pearson |

|            |      |                                          |
|            | mt   | Sowden-Taylor Dewdney Robinson C. Morgan |
|            | tr   | MacLeod (3)                              |
| Lilley (3) | c.p. | MacLeod (4)                              |

## Squadre partecipanti
| Girone A                  | Girone B                   | Girone C                   |
| ------------------------- | -------------------------- | -------------------------- |
| Castres (Francia)         | Calvisano (Italia)         | Clermont (Francia)         |
| Munster (Irlanda)         | Cardiff Blues (Galles)     | Leicester (Inghilterra)    |
| Newport G.D. (Galles)     | Leeds Tykes (Inghilterra)  | Ospreys (Galles)           |
| Sale Sharks (Inghilterra) | Perpignano (Francia)       | Stade français (Francia)   |
| Girone D                  | Girone E                   | Girone F                   |
| Benetton (Italia)         | Bath (Inghilterra)         | Edimburgo (Scozia)         |
| Biarritz (Francia)        | Bourgoin-Jallieu (Francia) | London Wasps (Inghilterra) |
| Saracens (Inghilterra)    | Glasgow Warriors (Scozia)  | Scarlets (Galles)          |
| Ulster (Irlanda)          | Leinster (Irlanda)         | Tolosa (Francia)           |

## Fase a gironi

### Girone A
|            | Incontri              |       |
| ---------- | --------------------- | ----- |
| 21-10-2005 | Sale Sharks – Munster | 27-13 |
| 21-10-2005 | Castres – Dragons     | 29-24 |
| 28-10-2005 | Dragons – Sale Sharks | 11-38 |
| 29-10-2005 | Munster – Castres     | 42-16 |
| 9-12-2005  | Castres – Sale Sharks | 16-20 |
| 10-12-2005 | Dragons – Munster     | 8-24  |
| 16-12-2005 | Sale Sharks – Castres | 35-3  |
| 17-12-2005 | Munster – Dragons     | 30-18 |
| 13-1-2006  | Castres – Munster     | 9-46  |
| 15-1-2006  | Sale Sharks – Dragons | 30-10 |
| 21-1-2006  | Dragons – Castres     | 28-17 |
| 21-1-2006  | Munster – Sale Sharks | 31-9  |

#### Classifica
| Pos | Squadra      | G | V | N | P | PF  | PS  | P±   | BP | PT |
| --- | ------------ | - | - | - | - | --- | --- | ---- | -- | -- |
| A1  | Munster      | 6 | 5 | 0 | 1 | 186 | 87  | 99   | 3  | 23 |
| A2  | Sale Sharks  | 6 | 5 | 0 | 1 | 159 | 84  | 75   | 3  | 23 |
| A3  | Newport G.D. | 6 | 1 | 0 | 5 | 99  | 168 | −69  | 2  | 6  |
| A4  | Castres      | 6 | 1 | 0 | 5 | 90  | 195 | −105 | 2  | 6  |

### Girone B
|            | Incontri               |       |
| ---------- | ---------------------- | ----- |
| 22-10-2005 | Cardiff – Leeds        | 40-13 |
| 22-10-2005 | Calvisano – Perpignano | 6-25  |
| 28-10-2005 | Leeds – Calvisano      | 33-16 |
| 28-10-2005 | Perpignano – Cardiff   | 37-14 |
| 10-12-2005 | Calvisano – Cardiff    | 10-25 |
| 11-12-2005 | Leeds – Perpignano     | 21-20 |
| 17-12-2005 | Cardiff – Calvisano    | 43-16 |
| 17-12-2005 | Perpignano – Leeds     | 12-8  |
| 14-1-2006  | Cardiff – Perpignano   | 3-21  |
| 15-1-2006  | Calvisano – Leeds      | 0-21  |
| 22-1-2006  | Leeds – Cardiff        | 48-3  |
| 22-1-2006  | Perpignano – Calvisano | 45-0  |

#### Classifica
| Pos | Squadra       | G | V | N | P | PF  | PS  | P±   | BP | PT |
| --- | ------------- | - | - | - | - | --- | --- | ---- | -- | -- |
| B1  | Perpignano    | 6 | 5 | 0 | 1 | 160 | 52  | 108  | 3  | 23 |
| B2  | Leeds Tykes   | 6 | 4 | 0 | 2 | 143 | 91  | 52   | 4  | 20 |
| B3  | Cardiff Blues | 6 | 3 | 0 | 3 | 128 | 145 | −17  | 3  | 15 |
| B4  | Calvisano     | 6 | 0 | 0 | 6 | 48  | 191 | −143 | 0  | 0  |

### Girone C
|            | Incontri                   |       |
| ---------- | -------------------------- | ----- |
| 22-10-2005 | Leicester – Clermont       | 57-23 |
| 23-10-2005 | Ospreys – Stade français   | 18-8  |
| 29-10-2005 | Stade français – Leicester | 12-6  |
| 30-10-2005 | Clermont – Ospreys         | 34-14 |
| 10-12-2005 | Clermont – Stade français  | 12-6  |
| 11-12-2005 | Leicester – Ospreys        | 30-12 |
| 17-12-2005 | Stade français – Clermont  | 47-28 |
| 18-12-2005 | Ospreys – Leicester        | 15-17 |
| 14-1-2006  | Ospreys – Clermont         | 26-12 |
| 15-1-2006  | Leicester – Stade français | 29-22 |
| 20-1-2006  | Clermont – Leicester       | 27-40 |
| 20-1-2006  | Stade français – Ospreys   | 43-10 |

#### Classifica
| Pos | Squadra        | G | V | N | P | PF  | PS  | P±  | BP | PT |
| --- | -------------- | - | - | - | - | --- | --- | --- | -- | -- |
| C1  | Leicester      | 6 | 5 | 0 | 1 | 179 | 111 | 68  | 4  | 24 |
| C2  | Stade français | 6 | 4 | 0 | 2 | 150 | 98  | 52  | 4  | 20 |
| C3  | Ospreys        | 6 | 2 | 0 | 4 | 90  | 146 | −56 | 1  | 9  |
| C4  | Clermont       | 6 | 1 | 0 | 5 | 136 | 200 | −64 | 2  | 6  |

### Girone D
|            | Incontri            |       |
| ---------- | ------------------- | ----- |
| 21-10-2005 | Ulster – Benetton   | 27-0  |
| 23-10-2005 | Saracens – Biarritz | 22-10 |
| 29-10-2005 | Benetton – Saracens | 17-30 |
| 29-10-2005 | Biarritz – Ulster   | 33-19 |
| 9-12-2005  | Ulster – Saracens   | 19-10 |
| 11-12-2005 | Biarritz – Benetton | 34-7  |
| 17-12-2005 | Saracens – Ulster   | 18-10 |
| 17-12-2005 | Benetton – Biarritz | 24-38 |
| 13-1-2006  | Ulster – Biarritz   | 8-24  |
| 15-1-2006  | Saracens – Benetton | 35-30 |
| 21-1-2006  | Benetton – Ulster   | 26-43 |
| 21-1-2006  | Biarritz – Saracens | 43-13 |

#### Classifica
| Pos | Squadra  | G | V | N | P | PF  | PS  | P±   | BP | PT |
| --- | -------- | - | - | - | - | --- | --- | ---- | -- | -- |
| D1  | Biarritz | 6 | 5 | 0 | 1 | 182 | 93  | 89   | 4  | 24 |
| D2  | Saracens | 6 | 4 | 0 | 2 | 128 | 129 | −1   | 1  | 17 |
| D3  | Ulster   | 6 | 3 | 0 | 3 | 126 | 111 | 15   | 2  | 14 |
| D4  | Benetton | 6 | 0 | 0 | 6 | 104 | 207 | −103 | 3  | 3  |

### Girone E
|            | Incontri                    |       |
| ---------- | --------------------------- | ----- |
| 21-10-2005 | Bourgoin-Jallieu – Glasgow  | 16-3  |
| 22-10-2005 | Leinster – Bath             | 19-22 |
| 29-10-2005 | Bath – Bourgoin-Jallieu     | 39-12 |
| 30-10-2005 | Glasgow – Leinster          | 20-33 |
| 10-12-2005 | Bath – Glasgow              | 31-26 |
| 10-12-2005 | Leinster – Bourgoin-Jallieu | 53-7  |
| 16-12-2005 | Glasgow – Bath              | 10-29 |
| 17-12-2005 | Bourgoin-Jallieu – Leinster | 30-28 |
| 13-1-2006  | Bourgoin-Jallieu – Bath     | 9-22  |
| 14-1-2006  | Leinster – Glasgow          | 46-22 |
| 22-1-2006  | Bath – Leinster             | 23-35 |
| 22-1-2006  | Glasgow – Bourgoin-Jallieu  | 50-35 |

#### Classifica
| Pos | Squadra          | G | V | N | P | PF  | PS  | P±  | BP | PT |
| --- | ---------------- | - | - | - | - | --- | --- | --- | -- | -- |
| E1  | Bath             | 6 | 5 | 0 | 1 | 166 | 111 | 55  | 3  | 23 |
| E2  | Leinster         | 6 | 4 | 0 | 2 | 214 | 124 | 90  | 6  | 22 |
| E3  | Bourgoin-Jallieu | 6 | 2 | 0 | 4 | 109 | 195 | −86 | 1  | 9  |
| E4  | Glasgow Warriors | 6 | 1 | 0 | 5 | 131 | 190 | −59 | 2  | 6  |

### Girone F
|            | Incontri             |       |
| ---------- | -------------------- | ----- |
| 22-10-2005 | Tolosa – Scarlets    | 50-28 |
| 23-10-2005 | Edimburgo – Wasps    | 32-31 |
| 29-10-2005 | Scarlets – Edimburgo | 15-13 |
| 30-10-2005 | Wasps – Tolosa       | 15-15 |
| 10-12-2005 | Edimburgo – Tolosa   | 13-20 |
| 11-12-2005 | Scarlets – Wasps     | 21-13 |
| 16-12-2005 | Tolosa – Edimburgo   | 35-12 |
| 18-12-2005 | Wasps – Scarlets     | 48-14 |
| 14-1-2006  | Tolosa – Wasps       | 19-13 |
| 14-1-2006  | Edimburgo – Scarlets | 33-32 |
| 21-1-2006  | Scarlets – Tolosa    | 42-49 |
| 21-1-2006  | Wasps – Edimburgo    | 53-17 |

#### Classifica
| Pos | Squadra      | G | V | N | P | PF  | PS  | P±  | BP | PT |
| --- | ------------ | - | - | - | - | --- | --- | --- | -- | -- |
| F1  | Tolosa       | 6 | 5 | 1 | 0 | 188 | 124 | 64  | 3  | 25 |
| F2  | London Wasps | 6 | 2 | 1 | 3 | 173 | 118 | 55  | 4  | 14 |
| F3  | Scarlets     | 6 | 2 | 0 | 4 | 152 | 206 | −54 | 4  | 12 |
| F4  | Edimburgo    | 6 | 2 | 0 | 4 | 121 | 186 | −65 | 3  | 11 |

## Seedingdopo la fase a gironi
| Pos | Squadra        | G | V | N | P | PF  | PS  | DP   | BMP | Pt |
| --- | -------------- | - | - | - | - | --- | --- | ---- | --- | -- |
| 1   | Tolosa         | 6 | 5 | 1 | 0 | 188 | 124 | +64  | 3   | 25 |
| 2   | Leicester      | 6 | 5 | 0 | 1 | 179 | 111 | +68  | 4   | 24 |
| 3   | Biarritz       | 6 | 5 | 0 | 1 | 182 | 93  | +89  | 4   | 24 |
| 4   | Munster        | 6 | 5 | 0 | 1 | 186 | 87  | +99  | 3   | 23 |
| 5   | Perpignano     | 6 | 5 | 0 | 1 | 160 | 52  | +108 | 3   | 23 |
| 6   | Bath           | 6 | 5 | 0 | 1 | 166 | 111 | +55  | 3   | 23 |
| 7   | Sale Sharks    | 6 | 5 | 0 | 1 | 159 | 84  | +75  | 3   | 23 |
| 8   | Leinster       | 6 | 4 | 0 | 2 | 214 | 124 | +90  | 6   | 22 |
| 9   | Leeds Tykes    | 6 | 4 | 0 | 2 | 143 | 91  | +52  | 4   | 20 |
| 10  | Stade français | 6 | 4 | 0 | 2 | 150 | 98  | +52  | 4   | 20 |
| 11  | Saracens       | 6 | 4 | 0 | 2 | 128 | 129 | −1   | 1   | 17 |
| 12  | London Wasps   | 6 | 2 | 1 | 3 | 173 | 118 | +55  | 4   | 14 |

## Play-off
|  | Quarti di finale | Quarti di finale | Quarti di finale |          |          | Semifinali | Semifinali | Semifinali |  |  | Finale | Finale | Finale |  |
|  |                  |                  |                  |          |          |            |            |            |  |  |        |        |        |  |
|  | 1                | Tolosa           | 35               |          |          |            |            |            |  |  |        |        |        |  |
|  | 1                | Tolosa           | 35               |          |          |            |            |            |  |  |        |        |        |  |
|  | 8                | Leinster         | 41               |          |          |            |            |            |  |  |        |        |        |  |
|  | 8                | Leinster         | 41               |          | Leinster | Leinster   | 6          |            |  |  |        |        |        |  |
|  |                  |                  |                  |          | Leinster | Leinster   | 6          |            |  |  |        |        |        |  |
|  |                  |                  | Munster          | Munster  | 30       |            |            |            |  |  |        |        |        |  |
|  | 4                | Munster          | Munster          | Munster  | 30       | 19         |            |            |  |  |        |        |        |  |
|  | 4                | Munster          |                  |          |          |            |            |            |  |  |        |        |        |  |
|  | 5                | Perpignano       | 10               |          |          |            |            |            |  |  |        |        |        |  |
|  | 5                | Perpignano       | 10               |          | Munster  | Munster    | 23         |            |  |  |        |        |        |  |
|  |                  |                  |                  |          |          |            |            |            |  |  |        |        |        |  |
|  |                  |                  | Biarritz         | Biarritz | 19       |            |            |            |  |  |        |        |        |  |
|  | 3                | Biarritz         | Biarritz         | Biarritz | 19       | 11         |            |            |  |  |        |        |        |  |
|  | 3                | Biarritz         |                  |          |          |            |            |            |  |  |        |        |        |  |
|  | 7                | Sale Sharks      | 6                |          |          |            |            |            |  |  |        |        |        |  |
|  | 7                | Sale Sharks      | 6                |          | Biarritz | Biarritz   | 18         |            |  |  |        |        |        |  |
|  |                  |                  |                  |          | Biarritz | Biarritz   | 18         |            |  |  |        |        |        |  |
|  |                  |                  | Bath             | Bath     | 9        |            |            |            |  |  |        |        |        |  |
|  | 2                | Leicester        | Bath             | Bath     | 9        | 12         |            |            |  |  |        |        |        |  |
|  | 2                | Leicester        |                  |          |          |            |            |            |  |  |        |        |        |  |
|  | 6                | Bath             | 15               |          |          |            |            |            |  |  |        |        |        |  |

### Quarti di finale
| Arbitro: | Joël Jutge |

|                         |      |                               |
| Goode 2’, 18’, 33’, 45’ | c.p. | 7’, 28’, 31’, 51’, 62’ Malone |

| Arbitro: | Dave Pearson |

|                                       |      |                                                 |
| Nyanga 73’ Jauzion 80’                | mt   | 24’ O'Driscoll 53’ Jowitt 59’ Hickie 63’ Horgan |
| Élissalde 73’, 80’                    | tr   |                                                 |
| Élissalde 6’, 12’, 32’, 42’, 48’, 57’ | c.p. |                                                 |
| Michalak 50’                          | drop |                                                 |

| Arbitro: | Nigel Whitehouse |

|                           |      |             |
| O’Connell 20’             | mt   | 28’ Bourret |
| O’Gara 20’                | tr   | 28’ Bourret |
| O’Gara 41’, 46’, 65’, 68’ | c.p. | 36’ Bourret |

| Arbitro: | Alan Lewis |

|                      |      |                  |
| Bobo 32’             | mt   |                  |
| D. Yachvili 20’, 26’ | c.p. | 25’, 75’ Hodgson |

### Semifinali
| Arbitro: | Alain Rolland |

|                                    |      |                      |
| D. Yachvili 4’, 16’, 21’, 43’, 78’ | c.p. | 17’, 23’, 64’ Malone |
| Traille 45’                        | drop |                      |

| Arbitro: | Joël Jutge |

|                                     |      |                       |
| Leamy 10’ O’Gara 80’ Halstead 80+4’ | mt   |                       |
| O’Gara 10’, 80’, 80+4’              | tr   |                       |
| O’Gara 2’, 24’, 32’                 | c.p. | 22’, 71’ F. Contepomi |

### Finale
| Arbitro: | Chris White |

|                           |      |                                |
| Halstead 16’ Stringer 31’ | mt   | 2’ Bobo                        |
| O’Gara 16’, 31’           | tr   | 2’ D. Yachvili                 |
| O’Gara 8’, 42’, 73’       | c.p. | 22’, 48’, 51’, 70’ D. Yachvili |